# Tom Denton
William Thomas „Tom” Denton (ur. 1 stycznia 1911 w Collinsville, zm. 8 marca 1946 w Waszyngtonie) – amerykański gimnastyk, medalista olimpijski z Los Angeles.